# (90568) 2004 GV9
2004 GV9 — очень крупный классический объект пояса Койпера. Открыт 13 апреля 2004 года в рамках проекта Near-Earth Asteroid Tracking.
Размеры 2004 GV9 по данным телескопа Спитцер составляют 677±70 км.